# První bitva v Champagne
První bitva v Champagne (německy Winterschlacht in der Champagne) se uskutečnila od 20. prosince 1914 do 17. března 1915 v rámci bojů první světové války na západní frontě mezi Francií a Německem. Šlo o první střetnutí ve francouzském kraji Champagne, ke kterému došlo po stabilizování frontové linie v závěru prvního válečného roku. Útok francouzské armády byl koordinován s britsko-francouzskou ofenzívou u Artois. Útočící Francouzi však byli odraženi a pokus o průlom fronty se nezdařil.